# Simeon
Simeon (von Hebräisch שמעון, biblisch Šimʿon, tiberianisch Šimʿôn; griechisch Συμεών, Syme'on) ist ein männlicher Vorname und ein Familienname. 

## Namensbedeutung
Der Name Simeon ist die Variante des hebräischen Namens שִׁמְעוֹן Schimʿon. Die gängige Herleitung versteht den Namen als Kurzform von der Wurzel שׁמע + Gottesname + hypokoristische Endung -ōn, wonach der Name „[Gott] hat gehört“ bedeutet. Vorgeschlagen wurde jedoch auch die Herleitung von arabisch Sim‘u „Hyänenhund“.
Die Ursache der in der Bibel und davon ausgehend auch in den heutigen Sprachen vorkommenden Varianz Simeon und Simon liegt in der uneinheitlichen Transkriptionstradition des Schwa quiescens begründet, das auch im hebräischen Namen שִׁמְעוֹן vorkommt (die beiden senkrecht angeordneten Pünktchen unterhalb des zweiten Buchstabens von rechts).

## Varianten
- Jon (luxemburgisch)[3]
- Simon

## Namensträger

### Einzelname
- Simeon (Altes Testament), einer der zwölf Söhne Jakobs und Stammvater eines der Zwölf Stämme Israels
- Simon (Hasmonäer), jüdischer Widerstandskämpfer, Ethnarch und Hoherpriester von Judäa, Stratege im Seleukidenreich im 2. Jahrhundert v. Chr.
- Simeon (Prophet), Prophet im Neuen Testament
- Simeon von Trier (um 980/990 bis 1035), byzantinischer Mönch und Eremit, Heiliger
- Simeon (Metropolit) (1926–2016), bulgarischer orthodoxer Geistlicher und Metropolit
- Simeon I. (Patriarch) († 9 n. Chr.), jüdischer Gelehrter und Patriarch
- Simeon I. (Bulgarien) (864–927), Zar von Bulgarien
- Simeon II. (Tannait) (Simeon ben Gamliel der Ältere; um 10 v. Chr.–70 n. Chr.), jüdischer Patriarch
- Simeon II. (* 1937), Zar von Bulgarien und bulgarischer Politiker, siehe Simeon Sakskoburggotski
- Simeon II. (Jerusalem) († nach 1099), Patriarch von Jerusalem
- Simeon (Jerusalem) (1. Jhd.), Bischof von Jerusalem
- Simeon ben Eleazar (2. Jhd.), jüdischer Gelehrter (Amoräer)
- Simeon ben Gamaliel I., Tannait der 1. Generation
- Simeon ben Gamaliel II. (um 100–nach 160), Tannait der 3. Generation
- Simeon bar Isaac (um 950–1015/1030), jüdischer Talmudgelehrter und liturgischer Dichter
- Simeon ben Lakisch (3. Jhd.), jüdischer Gelehrter (Amoräer)
- Simeon ben Menasja (Simon ben Menassia), jüdischer Gelehrter

### Vorname
- Simeon Bavier (1825–1896), Schweizer Politiker, Tiefbauingenieur und Diplomat
- Simeon Jackson (* 1987), jamaikanisch-kanadischer Fußballspieler
- Simeon Nwankwo (* 1992), nigerianischer Fußballspieler
- Siméon Denis Poisson (1781–1840), französischer Physiker und Mathematiker
- Simeon Radew (1879–1967), bulgarischer Politiker und Schriftsteller
- Simeón Cuba Sanabria (1935–1967), bolivianischer Guerillakämpfer

### Familienname
- Corsin Simeon (* 1986), Schweizer Snowboarder
- Jeanne Siméon (* 1952), Politikerin in den Seychellen
- Joseph Jérôme Siméon (1749–1842), französischer Staatsmann, Minister des Königreichs Westphalen
- Michel Siméon (* 1959), belgischer Motorradrennfahrer
- Omer Simeon (1902–1959), US-amerikanischer Saxofonist und Klarinettist
- Richson Simeon (* 1997), Leichtathlet aus den Marshallinseln
- Seoule Simeon (* 1970), vanuatuischer Politiker
- Stephan Simeon (1927–2017), Schweizer Kirchenmusiker und Komponist
- Xavier Siméon (* 1989), belgischer Motorradrennfahrer